# Турово-Дуже
Турово-Дуже (пол. Turowo Duże) — село в Польщі, у гміні Піш Піського повіту Вармінсько-Мазурського воєводства.